# Jens Christian Skou
Jens Christian Skou (8. října 1918, Lemvig, Dánsko – 28. května 2018, Aarhus) byl dánský lékař a biochemik, který v roce 1997 obdržel společně s J. E. Walkerem a P. D. Boyerem Nobelovu cenu za objev enzymu zvaného sodíko-draslíková adenosintrifosfatáza (Na+-K+ ATPáza), který se nachází v plazmatické membráně živočišných buněk a funguje jako pumpa, která vyměňuje sodík za draslík (sodno-draselná pumpa). Tento objev měl zásadní význam pro pochopení bioelektrických jevů a funkce nervového a svalového systému.
Skou vystudoval medicínu na Kodaňské univerzitě, kde absolvoval roku 1944. Roku 1947 nastoupil na Aarhuskou univerzitu, kde roku 1954 získal doktorát a roku 1977 se stal profesorem biofyziky. Penzionován byl roku 1988, ale i poté pokračoval ve vědecké práci.

## Biografie
Jens Christian Skou se narodil v dánském Lemvigu v bohaté rodině. Jeho otec byl obchodníkem se dřevem a uhlím. Matka převzala po otcově smrti rodinný podnik. V patnácti letech nastoupil Skou do internátní školy v Haslevu na Zélandu. V roce 1944 dokončil studium medicíny na Kodaňské univerzitě a po studiích vykonával lékařskou praxi v malé nemocnici ve městě Hjørring v severním Jutsku. V roce 1947 začal pracovat na  Aarhuské univerzitě, kde v roce 1954 získal doktorát a v roce 1977 zde byl jmenován profesorem biofyziky. V roce 1988 odešel do důchodu, ale ponechal si funkce na katedře fyziologie (později součást katedry biomedicíny).
Na počátku padesátých let 20. století studovatl působení lokálních anestetik. Zjistil, že anestetický účinek látky souvisí s její schopností rozpouštět se v lipidové vrstvě plazmatické membrány, molekuly anestetika ovlivňovaly otevírání sodíkových kanálů, o nichž předpokládal, že to jsou bílkoviny. Tím byl podle něj ovlivněn pohyb sodíkových iontů a nervové buňky se staly necitlivými, což vedlo k anestezii. Skou se domníval, že lokální anestetika rozpouštějící se v lipidové části membrány mohou ovlivňovat i jiné typy membránových bílkovin. Napadlo ho proto zaměřit se na enzym, který je v membráně zabudován, a zjistit, zda jsou jeho vlastnosti ovlivněny lokálními anestetiky.
Zabýval se ATPázou v krabích nervech. Enzym existoval, ale jeho aktivita byla velmi proměnlivá a on pro své studie potřeboval vysoce aktivní enzym. Nakonec se mu podařilo zjistit, že ATPáza je nejaktivnější, když je vystavena správné kombinaci iontů sodíku, draslíku a hořčíku. Teprve tehdy si uvědomil, že tento enzym může mít něco společného s aktivním pohybem sodíku a draslíku přes plazmatickou membránu. Taková myšlenka byla postulována již před mnoha lety, avšak mechanismus byl zcela neznámý.
V roce 1957 publikoval svou první práci o enzymu Na+,K+-ATPáze. V ní vyslovil domněnku, že tento enzym by mohl být dlouho hledanou sodno-draselnou pumpou, která udržuje v buněčné membráně strmý elektrochemický gradient pro Na+ a K+ a umožňuje většinu transmembránových transportních a signálních procesů, včetně akčních potenciálů vznikajících v neuronech. Navrhl, že pumpa by měla procházet celou buněčnou membránou, což byla myšlenka, která byla v té době silně zpochybňována. Díky poznatkům získaným na základě struktury myoglobinu se hypotéza zdála nepravděpodobná. Skou nicméně vytrval a později, když v šedesátých a na počátku sedmdesátých let 20. století byly k dispozici lepší modely biomembrán a byla představena první struktura membránového proteinu, se ukázalo, že jeho teorie je pravdivá. Jeho práce vedla k objevu podobných enzymů založených na ATPáze, včetně iontové pumpy, která řídí svalovou kontrakci.
Skou byl zastáncem rovnováhy mezi prací a rodinou a vždy odpoledne končil práci v laboratoři, aby se mohl rodině věnovat. Manželka Ellen Margrethe byla aktivní političkou a respektovanou osobností v oblasti veřejného zdravotnictví. Měli spolu dvě dcery.
V roce 1997 obdržel spolu s Paulem D. Boyerem a Johnem E. Walkerem za objev Na+,K+-ATPázy Nobelovu cenu za chemii, Po udělení Nobelovy ceny poskytl několik rozhovorů, v nichž vyprávěl o svých objevech. Ve věku 94 let stále držel krok s publikacemi ve svém oboru. Poslední vědecký článek publikoval roku 2015. Dne 28. května 2018 zemřel v Aarhusu ve věku 99 let, necelých pět měsíců před svými stými narozeninami.